# Caterina Scorsone
Caterina Reminy Scorsone (Toronto, 16 de octubre de 1981) es una actriz canadiense conocida por sus papeles en televisión. Protagonizó la serie de drama criminal de Lifetime, Missing desde 2003 hasta 2006. Es conocida por su papel de Amelia Shepherd en los dramas médicos de ABC Private Practice y Grey's Anatomy. Otro de sus papeles importantes fue en Alice durante 2009.

## Infancia y adolescencia
Caterina Scorsone nació en Toronto, Ontario, la tercera entre cinco hermanos. Tiene dos hermanas mayores gemelas y una hermana y hermano menores que ella. Una de sus hermanas es la actriz Francesca Scorsone (nacida en 1977). Asistió a la Cardinal Carter Academy for the Arts en Toronto, donde protagonizó Oklahoma! y varias producciones más. Además asistió al Trinity College en la Universidad de Toronto con una especialización de estudios literarios y filosofía que concluyó en 2005.

## Carrera
Las primeras apariciones en televisión de Scorsone fueron participaciones regulares en el show televisivo infantil Mr. Dressup a la edad de ocho años.
También salió en la serie de miedo infantil Pesadillas en la temporada 1 episodio 12.
En 1998 tuvo un papel en un show llamado Peggy Delaney de la CBC radio's Mystery Project. Ella personificaba a Amber, una joven de quince años que iba de Vancouver para quedarse con su madre durante el curso escolar en Toronto.
Scorsone tuvo su avance obteniendo el papel principal en la serie dramática Missing por la cadena Lifetime de 2003 a 2006. Personificó a Jess Mastriani, una joven que ve a personas desaparecidas en sus visiones y que tras rescatar a varias personas desaparecidas se une al FBI, donde se crea un escuadrón especial para ella.
En 2009, interpretó a Alice Hamilton en la miniserie de TV Alice inicialmente transmitida por Showcase; más tarde fue transmitido por Syfy en Estados Unidos.
En 2010 su fama se disparó por completo cuando obtuvo el papel de Amelia Shepherd para dos series de Shonda Rhimes, Private Practice y Grey's Anatomy, interpretando en ambas como personaje secundario a la hermana del neurocirujano Derek Shepherd. Ella fue elegida para el papel después de que Eric Stoltz, quien dirigía uno de los episodios de la serie, escuchó sobre el papel de Amelia y recordó a Scorsone por su trabajo en My Horrible Year!. Él se lo mencionó a Shonda Rhimes y comentó sobre el parecido físico entre Scorsone y Patrick Dempsey (que interpreta a Derek Shepherd). En marzo de 2014, Scorsone regresó a Grey's Anatomy tras una ausencia de tres años como estrella invitada. En junio del mismo año, se anunció que se incorporaba al reparto principal de la serie a partir de la undécima temporada.

## Vida personal
En julio de 2012 dio a luz a su primera hija, Eliza Giles, en su casa de Los Ángeles.
En agosto de 2016 anuncia que está esperando su segundo hijo junto a su pareja. En noviembre de 2016 nace la segunda hija de la actriz, una niña llamada Paloma Michaela Giles, quien tiene síndrome de Down. En diciembre de 2019 nació su tercera hija, Arwen. La pareja se divorció unos pocos meses más tarde, en 2020.

## Filmografía
| Año                       | Título                                     | Personaje                   | Observaciones                                                                 |
| ------------------------- | ------------------------------------------ | --------------------------- | ----------------------------------------------------------------------------- |
| 1995                      | When the Dark Man Calls                    | Angie                       | Película para televisión                                                      |
| 1995                      | Shock Treatment                            | Robyn Belmore               | Película para televisión                                                      |
| 1996                      | Ready or Not                               | Colleen                     | Episodio: "The girlfriend"                                                    |
| 1996                      | Flash Forward                              | Darby                       | Episodio: "Saboteurs"                                                         |
| 1996                      | Psi Factor: Chronicles of the Paranormal   | Megan Lester                | Episodio: "Possession/Man Out of Time"                                        |
| 1998                      | Once a Thief                               | Alice 'Allegra' Mansfield   | Episodio: "Little Sister"                                                     |
| 1998                      | Escalofríos                                | Jessica Walters/Sara Kramer | 4 episodios                                                                   |
| 1998                      | The Hairy Bird                             | Susie                       |                                                                               |
| 1998                      | Rescuers: Stories of Courage: Two Families | Irena Csizmadia             | Película para televisión                                                      |
| 1998                      | Teen Knight                                | Alison                      |                                                                               |
| 1999                      | La aritmética del diablo                   | Jessica                     | Película para televisión                                                      |
| 1999                      | The Third Miracle                          | Maria Witkowski             |                                                                               |
| 2000                      | Rated X                                    | Liberty                     | Película para televisión                                                      |
| 2000                      | Common Ground                              | Peggy                       | Película para televisión                                                      |
| 1998-2000                 | Power Play                                 | Michelle Parker             | Reparto regular, 26 episodios - Nominada a un Premio Gemini (1999)            |
| 2001                      | Borderline Normal                          | Beth                        | Película para televisión                                                      |
| 2001                      | My Horrible Year!                          | 'Babyface' Hamilton         | Película para televisión                                                      |
| 2002                      | The Associates                             | Anna Clay                   | 2 episodios                                                                   |
| 2003-2006                 | Missing                                    | Jess Mastriani              | Reparto regular, 55 episodios                                                 |
| 2008                      | The Border                                 | Sorrayya                    | Episodio: "Enemy contact"                                                     |
| 2009                      | The Guardian                               | Beth                        | Episodio: "The Beacon"                                                        |
| 2008-2009                 | Crash                                      | Callie Wilkinson            | 4 episodios                                                                   |
| 2009                      | Alice                                      | Alice                       | Película para televisión - Nominada a un Gemini Awards                        |
| 2009                      | Castle                                     | Joanne Delgado              | Episodio 1x07: "Home Is Where the Heart Stops                                 |
| 2010                      | Edge of Darkness                           | Melissa                     |                                                                               |
| 2010, 2012, 2014-presente | Grey's Anatomy                             | Amelia Shepherd             | Reparto regular (Temporada 11 - presente); Invitada (T7-T8); Recurrente (T10) |
| 2010-2013                 | Private Practice                           | Amelia Shepherd             | Reparto regular, 62 episodios. Nominada a un Premio Prism (2012)              |
| 2014                      | The November Man                           | Celia                       |                                                                               |